# 明星家族的2天1夜
《明星家族的2天1夜》是四川卫视大型明星户外真人秀。李菲儿、周韦彤、卜学亮、杜海涛、安宰贤、白举纲、马松组成明星家族，遊走中國美景。《明星家族的2天1夜》由四川卫视与韩国知名真人秀制作公司共同研发制作，在制作实力与节目品质上有更高提升。韩国导演团队曾参加过韩国各大电视台热门节目制作，如《Happy Sunday》（第一版《两天一夜》）、《家族诞生》、《我们结婚了》《RunningMan》、《无限挑战》等；旗下摄像团队也拥有多年户外拍摄磨合经验，能实现真人秀拍摄的无缝衔接。

## 節目成員
| 姓名   | 年齡                   | 职业                             |
| ------ | ---------------------- | -------------------------------- |
| 卜学亮 | 1965年9月11日（52岁）  | 台湾综艺界人物、演员、歌手。     |
| 周韦彤 | 1982年8月26日（35岁）  | 中国内地模特、演员。             |
| 安宰贤 | 1987年7月1日（30岁）   | 韩国模特、演员、设计师、主持人。 |
| 李菲儿 | 1987年10月3日（30岁）  | 中国内地女演员。                 |
| 杜海涛 | 1987年10月28日（30岁） | 中国内地主持人。                 |
| 马松   | 1989年2月26日（28岁）  | 中国内地主持人、制片人。         |
| 白举纲 | 1993年11月2日（24）    | 中国内地男歌手。                 |

## 節目列表
| 期数     | 播出日期   | 嘉宾         | 摄制地点                         | 备注       |
| -------- | ---------- | ------------ | -------------------------------- | ---------- |
| 第一期   | 2014.09.14 | 韩庚、金东硕 | 九皇山（绵阳）                   |            |
| 第二期   | 2014.09.21 | 韩庚、金东硕 | 九皇山（绵阳）                   |            |
| 第三期   | 2014.09.28 | 黄宗泽       | 上里古镇（雅安雨城）             |            |
| 第四期   | 2014.10.05 | 黄宗泽       | 碧峰峡（雅安雨城）               |            |
| 第五期   | 2014.10.12 | Mike         | 成都                             | 周韦彤缺席 |
| 第六期   | 2014.10.19 | Mike         | 成都                             | 周韦彤缺席 |
| 第七期   | 2014.10.26 | 王心凌       | 赤水风景区（贵州）               | 杜海涛缺席 |
| 第八期   | 2014.11.02 | 王心凌       | 赤水风景区（贵州）               | 杜海涛缺席 |
| 第九期   | 2014.11.09 | 马景涛       | 环球中心（成都）国色天香（温江） |            |
| 第十期   | 2014.11.16 | 马景涛       | 环球中心（成都）国色天香（温江） |            |
| 第十一期 | 2014.11.23 | 田亮         | 武胜（广安）                     | 杜海涛缺席 |
| 第十二期 | 2014.11.30 | 田亮         | 武胜（广安）                     | 杜海涛缺席 |